# Open Workbench
Pour les articles homonymes, voir OWB.
Open Workbench (OWB) est un logiciel libre et gratuit, sous licence Mozilla Public License 1.1 de planification de projet fonctionnant sous Windows (2000 ou XP) et nécessitant l'Environnement d'exécution Java (JRE).
Le logiciel permet la planification et le suivi de tâches (regroupables en activités et phases) avec association de dépendances, de ressources, de charges consommées et restant à faire.
La version actuelle est la 1.1.6, sortie le 21 mars 2006, disponible en anglais, allemand et français. 

Le logiciel se définit comme étant open source, mais les algorithmes d'ordonnancement ne le sont pas, et la source de la version 1.1.6 ne sera pas rendue publique comme l'est la version 1.1.4.

Les développements sur OpenWorkbench par la communauté OpenWorkbench.org ont cessé depuis 2008 et le site http://www.openworkbench.org/ n'est plus accessible depuis de nombreux mois. Une réelle inquiétude sur l'avenir d'OpenWorkbench est née jusqu'à l'accord entre Computer Associates et Itdesign sur la reprise des développements OpenWorkbench par ItDesign[réf. nécessaire], dont un premier résultat est une version 2.0 de Open Workbench PLUS, développée par ItDesign, et qui reprend la présentation de la suite Office 2007.

## Principaux concurrents
- Invest Sign
- TaskJuggler